# Khayar Mara
Khayar Mara – gaun wikas samiti w środkowej części Nepalu w strefie Dźanakpur w dystrykcie Mahottari. Według nepalskiego spisu powszechnego z 2001 roku liczył on 1481 gospodarstw domowych i 8534 mieszkańców (4236 kobiet i 4298 mężczyzn).